# Marcos Coll
Pour les articles homonymes, voir Coll.
Marcos Coll, né le 23 août 1935 à Barranquilla et mort le 5 juin 2017 dans la même ville, est un footballeur colombien, qui évoluait au poste de milieu offensif au Sporting de Barranquilla, à l'Independiente Medellín, au Deportes Tolima, à l'Atlético Bucaramanga, à l'America Cali et à l'Atlético Junior ainsi qu'en équipe de Colombie.
Coll marque cinq buts lors de ses onze sélections avec l'équipe de Colombie entre 1957 et 1963. Il participe à la coupe du monde de football en 1962 et à la Copa América en 1963 avec la Colombie.

## Biographie
Il est international colombien à 11 reprises (1956-1963) pour 5 buts. 
Il participe à la Coupe du monde de football de 1962, au Chili. Il s’agit de la première participation de la Colombie en phase finale de la coupe du monde. Il est titulaire dans tous les matchs (Uruguay, URSS et Yougoslavie). 
Il inscrit dans ce tournoi, un but à la 68e minute, appelé « but olympique », c’est-à-dire un corner direct. De plus, il bat le gardien légendaire Lev Yachine. La Colombie et l’URSS font match nul (4-4), mais la Colombie est éliminée dès le premier tour. C’est le seul but marqué directement sur corner en Coupe du monde. 
Il participe ensuite à la Copa América 1963, où la Colombie termine dernière du tournoi. 
Il joue dans différents clubs colombiens, ne remportant qu’un seul championnat de Colombie en 1955 avec le Corporación Deportiva Independiente Medellín. Il est par ailleurs trois fois vice-champion de Colombie.
Il est entraîneur du Corporación Popular Deportiva Junior en 1973, 1975, 1981 et 1982, mais il ne remporte rien avec ce club.

## Palmarès

### En équipe nationale
- 11 sélections et 5 buts avec l'équipe de Colombie entre 1957 et 1963

### Avec l'Independiente Medellín
- Vainqueur du Championnat de Colombie de football en 1955